# Sandro Zakany
Sandro Zakany (* 23. September 1987 in Klagenfurt) ist ein österreichischer Fußballspieler und -trainer.

## Karriere

### Als Spieler
Zakany kam als Jugendlicher zum FC Kärnten. Sein Debüt in der ersten Mannschaft gab er 2005 in der zweiten Liga. In den beiden Saisonen wurde er Stammspieler bei den Kärntnern. Nachdem der FC Superfund seine Lizenz nach Kärnten transferiert hatte, wechselte Zakany zum SK Austria Kärnten. Sein Debüt in der höchsten österreichischen Spielklasse gab er am 10. Juli 2007 am 1. Spieltag beim Spiel zwischen Kärnten und LASK Linz, das 1:0 verloren wurde. International lief er achtmal für die österreichische U-21-Auswahl auf. In der Saison 2008/09 spielte Zakany im Dress des FC Admira Wacker Mödling.
Ab dem 1. Februar 2010 war der Mittelfeldspieler beim österreichischen Bundesligisten LASK Linz bis Saisonende unter Vertrag. Daraufhin wechselte er zum Zweitligaaufsteiger WAC/St. Andrä. 2013 wechselte er zum Regionalligisten SK Austria Klagenfurt. Mit der Austria stieg er 2015 in den Profifußball auf, stieg nach einer Saison wieder ab in die Regionalliga und am Ende der Saison 2017/18 wieder in die 2. Liga auf. In sieben Spielzeiten kam er zu 189 Ligaeinsätzen für die Klagenfurter, in denen er 51 Tore erzielte.
Nach seinem eigentlichen Karriereende wechselte Zakany im Jänner 2021 in den Amateurfußball zum fünftklassigen ASK Klagenfurt.

### Als Trainer
Nach der Saison 2019/20 beendete Zakany seine Karriere als Aktiver und wurde Co-Trainer von Robert Micheu bei Klagenfurt. Diese Funktion hat er auch unter Micheus Nachfolger Peter Pacult inne.